# Remkersleben
Remkersleben is een plaats in de Duitse gemeente Wanzleben-Börde. De gemeente ligt in de Landkreis Börde in de deelstaat Saksen-Anhalt. Remkersleben telt 721 inwoners.